# Juan Enrique Hayes
Juan Enrique Harry Hayes (ur. 20 stycznia 1891 w Rosario, zm. 25 lipca 1976 w Rosario) – argentyński piłkarz, grający na pozycji napastnika.

## Kariera klubowa
Harry Hayes był synem angielskich imigrantów przybyłych do Argentyny pod koniec XIX wieku. Hayes rozpoczął karierę w klubie Gimnasia y Esgrima Rosario w 1906, w którym wystąpił w wieku 15 lat w meczu z Newell’s Old Boys Rosario. W 1907 przeszedł do Rosario Central i występował w nim przez kolejne dwadzieścia lat. Z Rosario siedmiokrotnie wygrał lokalną Liga Rosarina de Fútbol w 1908, 1914, 1915, 1916, 1917, 1919 i 1923.

## Kariera reprezentacyjna
W reprezentacji Argentyny Hayes występował w latach 1906-1916. W reprezentacji zadebiutował 27 maja 1910 w wygranym 3-1 towarzyskim meczu z Chile. Był to udany debiut, gdyż Hayes w 68 min. ustalił wynik meczu.
W 1910 został powołany na pierwszą, jeszcze nieoficjalną edycję Mistrzostw Ameryki Południowej, który wówczas nazywał się Copa Centenario Revolución de Mayo 1910. Na turnieju w Buenos Aires Hayes wystąpił w obu meczach Argentyny z Chile (dwie bramki w 26 i 40 min.) i Urugwajem (bramka w 43 min.).
W 1916 wystąpił w już w oficjalnych Mistrzostwach Ameryki Południowej. Na turnieju w Buenos Aires wystąpił tylko w meczu z Urugwajem. Ostatni raz w reprezentacji Hayes wystąpił 18 lipca 1919 w przegranym 1-4 meczu z Urugwajem, którego stawką było Gran Premio de Honor Uruguayo. Ogółem w barwach albicelestes wystąpił w 21 meczach (w 2 był kapitanem), w których zdobył 8 bramek.
| Mecze i gole w reprezentacji | Mecze i gole w reprezentacji | Mecze i gole w reprezentacji | Mecze i gole w reprezentacji | Mecze i gole w reprezentacji | Mecze i gole w reprezentacji | Mecze i gole w reprezentacji |
| #                            | Data                         | Miasto                       | Przeciwnik                   | Gol                          | Wynik                        | Rozgrywki                    |
| ---------------------------- | ---------------------------- | ---------------------------- | ---------------------------- | ---------------------------- | ---------------------------- | ---------------------------- |
| 1.                           | 27.05.1910                   | Buenos Aires                 | Chile                        | Gol                          | 3:1                          | towarzyski                   |
| 2.                           | 05.06.1910                   | Buenos Aires                 | Chile                        | Gol · Gol                    | 5:1                          | Copa Centenario              |
| 3.                           | 12.06.1910                   | Buenos Aires                 | Urugwaj                      | Gol                          | 4:1                          | Copa Centenario              |
| 4.                           | 15.08.1910                   | Montevideo                   | Urugwaj                      | Gol                          | 1:3                          | Copa Lipton                  |
| 5.                           | 15.08.1911                   | Buenos Aires                 | Urugwaj                      |                              | 0:2                          | Copa Lipton                  |
| 6.                           | 17.09.1911                   | Montevideo                   | Urugwaj                      |                              | 3:2                          | Copa Newton                  |
| 7.                           | 08.10.1911                   | Montevideo                   | Urugwaj                      |                              | 1:1                          | Gran Premio                  |
| 8.                           | 22.10.1911                   | Buenos Aires                 | Urugwaj                      |                              | 2:0                          | Gran Premio                  |
| 9.                           | 29.10.1911                   | Montevideo                   | Urugwaj                      |                              | 0:3                          | Gran Premio                  |
| 10.                          | 15.08.1912                   | Montevideo                   | Urugwaj                      |                              | 0:2                          | Copa Lipton                  |
| 11.                          | 25.08.1912                   | Montevideo                   | Urugwaj                      |                              | 0:3                          | Gran Premio                  |
| 12.                          | 06.10.1912                   | Avellaneda                   | Urugwaj                      |                              | 3:3                          | Copa Newton                  |
| 13.                          | 31.08.1913                   | Buenos Aires                 | Urugwaj                      | Gol                          | 2:0                          | Gran Premio                  |
| 14.                          | 18.07.1915                   | Montevideo                   | Urugwaj                      | Gol                          | 3:2                          | Gran Premio                  |
| 15.                          | 15.08.1915                   | Buenos Aires                 | Urugwaj                      | Gol                          | 2:1                          | Copa Lipton                  |
| 16.                          | 12.09.1915                   | Montevideo                   | Urugwaj                      |                              | 0:2                          | Copa Newton                  |
| 17.                          | 17.07.1916                   | Buenos Aires                 | Urugwaj                      |                              | 0:0                          | Copa América                 |
| 18.                          | 15.08.1916                   | Montevideo                   | Urugwaj                      |                              | 2:1                          | Copa Lipton                  |
| 19.                          | 29.10.1916                   | Montevideo                   | Urugwaj                      |                              | 1:3                          | mecz towarzyski              |
| 20.                          | 18.07.1918                   | Montevideo                   | Urugwaj                      |                              | 1:1                          | Gran Premio                  |
| 21.                          | 18.07.1919                   | Montevideo                   | Urugwaj                      |                              | 1:4                          | Gran Premio                  |